# Ferlo (Fluss)
Der Ferlo ist ein Fluss in dem westafrikanischen Staat Senegal. Er ist Namensgeber für die Ferlo, einen der größten ökogeographischen Naturräume des Landes.

## Geographie
Der Ferlo liegt als linker südlicher Nebenfluss des Senegal im Norden und Nordosten von Senegal im Bereich der regenarmen Sahelzone. Sein Einzugsgebiet liegt in den Regionen Matam, Louga und Saint-Louis. In der Trockenzeit führt der Ferlo nur im Unterlauf Wasser. 
Der Ferlo entspringt im Südosten der Region Matam nahe der gut 100 m hohen Geländestufe, die die Wasserscheide zum lediglich 27 Kilometer weiter nordöstlich vorbeifließenden Senegal bildet. Der Quellfluss mit dem längsten Talweg und zugleich der mündungsfernste (375 Kilometer Luftlinie) nimmt östlich von Senoye und 27 Kilometer südwestlich der am Ufer des Senegal liegenden Stadt Bakel seinen Anfang. Das Quellgebiet liegt in einem etwa 90 m hoch gelegenen Talschluss.
Der Talweg folgt einer allgemeinen Westnordwestrichtung, bis er das Südende des langgestreckten Lac de Guiers erreicht. An seinem 50 Kilometer entfernten Nordende legt das Wasser des Ferlo die letzten 16 Kilometer bis zur Einmündung in den Senegal in einem kanalisierten Bett zurück. Dieser Gewässerabschnitt ist unter dem Namen Tahouey bekannt.
Der Oberlauf des Ferlo führt durch ein Gebiet ohne nennenswerte Besiedelung. Das erste namhafte Dorf im Talboden ist Oudalaye, das bei Kilometer 184 offenbar neu angelegt wurde und dessen geradlinige Dorfstraßen ein nahezu schachbrettartiges Muster bilden. Die Départementspräfektur Ranérou ist dann das erste Städtchen, das der Talweg bei Kilometer 236 passiert. Hier wird der Ferlo von rechts durch das Vallée du Loumbol mit seinem stark begrünten Talboden in einer ansonsten vom Quellgebiet her gesehen immer spärlicher werdenden Vegetation verstärkt. Als nächste Stadt erreicht der Ferlo bei Kilometer 416 die Départementspräfektur Linguère. Bei Kilometer 456 schlägt er einen Bogen um das Dorf Yang-Yang, den Sitz eines Arrondissements. Von dem Dorf Mboula an bei Kilometer 475 zeigt der Talboden aus der Satellitenperspektive erste Anzeichen für eine ganzjährige Wasserführung. Bei dem Dorf Keur Momar Sarr, dem Sitz eines Arrondissements, ist der Ferlo schon seenartig auf rund 2000 Meter Breite angewachsen und knickt hier bei Kilometer 551 seinen Lauf etwa rechtwinkelig nach Norden ab, um seinen Weg durch den Lac de Guiers zu beginnen.

## Verkehr
Die nur als Staubpiste anzusprechende Nationalstraße N 7, die von Ourossogui im Norden nach Tambacounda im Süden führt, quert das Trockental des Ferlo bei Oudalaye. Die N 3 führt auf dem Weg von Ourossogui im Osten nach Touba, Diourbel und Thiès im Westen bei Ranérou ohne Bauwerke durch das Flussbett. Von hier bis Linguère folgt die N3 dem Tal in einigem Abstand und quert den Talboden noch weitere zweimal: bei Loumbel Lana gibt es eine 900 Meter lange Damm-Brücken-Konstruktion durch das Trockental und bei Linguère gibt es allenfalls verrohrte Durchlässe unter dem asphaltierten Fahrdamm. Bei Keur Momar Sarr gibt es die aufwendigste Querung der hier schon in die Breite gehenden dauernden Wasserführung mit einer 1100 Meter langen Damm-Brücken-Konstruktion. Im Stadtgebiet von Richard Toll überspannt schließlich eine 70 Meter lange Brücke für die N 2 den kanalisierten Abfluss in den Senegal.